# Passion violente
À ne pas confondre avec le film Violence et passion de Luchino Visconti.
Pour plus de détails, voir Fiche technique et Distribution.
Passion violente (Dedicato a una stella) est un film nippo-italien sorti en 1976 et réalisé par Luigi Cozzi.

## Synopsis
Richard Lasky, musicien raté, tombe amoureux de la jeune Stella Glisset. Ils se rencontrent par hasard dans un hôpital, où Richard apprend, par un quiproquo, que la jeune fille souffre d'une maladie incurable : la leucémie.

## Fiche technique
Sauf indication contraire, les informations mentionnées dans cette section peuvent être confirmées par la base de données cinématographiques IMDb,  présente dans la section « Liens externes ».
- Titre original italien : Dedicato a una stella[2] (litt. « Dédié à une vedette »)
- Titre japonais : Rasuto konsāto (ラストコンサート?)[3] (litt. « Le Dernier Concert »)
- Titre français : Passion violente[4]
- Réalisateur : Luigi Cozzi
- Scénario : Luigi Cozzi, Michele Delle Aie, Daniele Del Giudice, Sonia Molteni
- Photographie : Roberto D'Ettorre Piazzoli
- Montage : Angelo Curi
- Musique : Stelvio Cipriani
- Décors : Ettora Mariotti
- Costumes : Ettora Mariotti
- Trucages : Pietro Tenoglio
- Producteurs : Ovidio G. Assonitis, Mario Cotone, Katsumi Furukawa
- Société de production : A-Esse Cinematografica, Tōhō
- Pays de production :  Italie -  Japon
- Langue de tournage : italien
- Format : Couleur par Technicolor - 1,66:1 - Son mono - 35 mm
- Genre : Drame sentimental
- Durée : 95 minutes (1 h 35)
- Dates de sortie :	
  - Italie : 15 août 1976
  - Japon : 25 décembre 1976
  - France : 3 décembre 1980[4]

## Distribution
- Richard Johnson : Richard Lasky
- Pamela Villoresi : Stella
- Maria Antonietta Beluzzi : Simone
- Francesco D'Adda : Le premier médecin
- Lucia D'Elia : Katia, la fille de Simone
- Giorgio Gargiullo : Le gardien
- Riccardo Cucciolla : Le père de Stella

## Production
« Dedicato a una stella est né d'une idée d'Ovidio G. Assonitis, qui venait de produire Les Dernières Neiges de printemps sur l'agonie d'un enfant avec un énorme succès. Le japonais Tōhō a offert à Ovidio une grosse somme pour produire un nouveau film de ce genre et, puisqu'à cette époque Ovidio était trop occupé par la préparation de Tentacules, il m'a demandé de m'occuper de ce nouveau film avec le scénario suivant : une jeune chanteuse d'opéra japonaise en herbe vient à Pérouse pour perfectionner son chant. Là, elle tombe amoureuse d'un garçon, qui l'aime en retour. Elle vit heureuse mais ensuite elle tombe malade et désire mourir en portant la robe de mariée qu'il lui avait offerte en prévision du mariage. […] Mais ça m'a barbé […]. J'ai donc proposé un autre scénario se déroulant en France sur les côtes sauvages de Bretagne et de Normandie : l'histoire d'une fille leucémique qui se sait condamnée et qui part à la recherche du père qu'elle n'a jamais connu. Au cours de ces recherches, elle rencontre un pianiste célèbre […]. Ovidio a bien aimé ma version de son histoire, il la fit lire aux messieurs japonais de Tōhō qui donnèrent le feu vert. C'est comme ça qu'est né Dedicato a una stella. Le titre aussi est de moi. »

— Luigi Cozzi
Le film a été tourné en France, entre autres au Mont-Saint-Michel et à Paris.